# 崇元寺
26°13′13.2″N 127°41′26.1″E / 26.220333°N 127.690583°E
崇元寺（琉球語：／ ）是位於今日沖繩縣那霸市泊的一個已不存在的臨濟宗寺院。
根據《中山世譜》記載，崇元寺是在尚圓王在位期間建立，以作為琉球王國的國廟；天王寺和寵福寺也是在這個時期建成的。每逢冊封使到來之際，都要在崇元寺行諭祭之禮。
崇元寺在1945年的沖繩島戰役中被燒毀，只剩下三座連在一起的拱形石門，現在這座石門被列為重要文化財。

## 昔日崇元寺

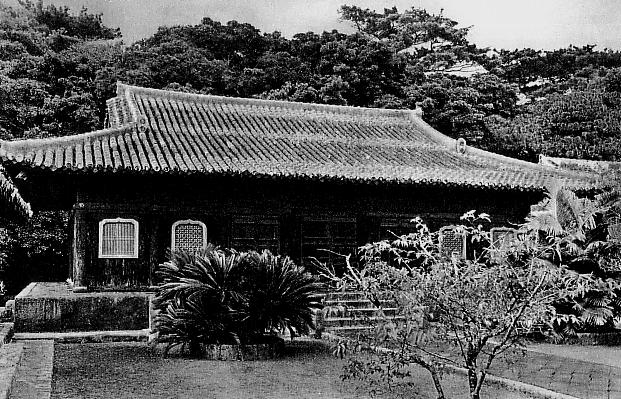
正廟
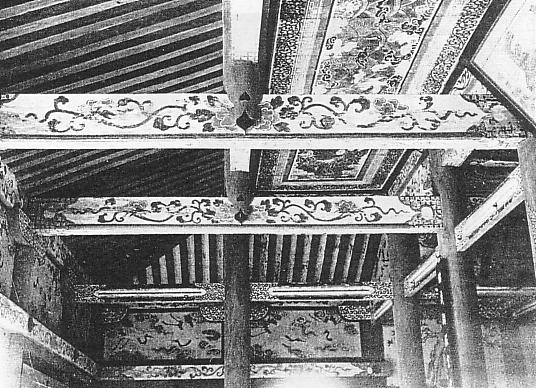
正廟内部
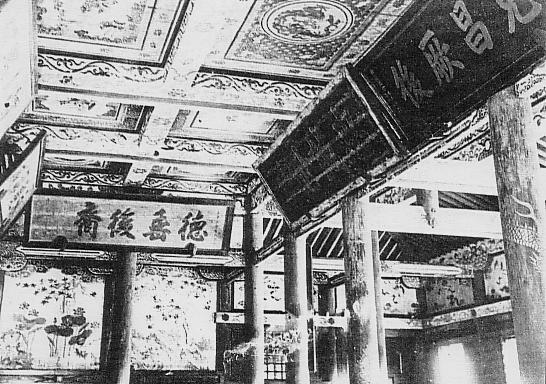
正廟内部

- ※ 來源：，那霸出版社編輯部編，初版1984年

## 外部連結
- 崇元寺跡 （页面存档备份，存于）